# Ulica Juliusza Słowackiego w Piotrkowie Trybunalskim
Ulica Juliusza Słowackiego – główna ulica Piotrkowa Trybunalskiego,
mająca długość 4 488 m. Biegnie równoleżnikowo, od pl. Kościuszki w kierunku zachodnim aż do granic miasta. Ciągłość jej biegu w końcowym odcinku zostaje przerwana przez trasę Warszawa – Katowice.

## Historia
Pierwsze wzmianki o tym trakcie pochodzą z II poł. XVIII w, kiedy to wspomina się o Bełzackim Przedmieściu.
Od 1794 r. droga nosiła miano Sieradzkiego Przedmieścia. Po 10 latach figurowała w miejskich dokumentach jako Widawskie Przedmieście. W latach 20. XIX w. był to Wrocławski Trakt, następnie zaś ulica Kaliska.
Kolejne nazwy to ulica Chausse, Sieradzka, Widawska i od roku 1867 znowu Kaliska. Na przełomie wieków XIX i XX funkcjonowały też nazwy Petersburska i Bełchatowska Szosa. Wówczas też ulica zaczęła nabierać obecnego charakteru głównej ulicy miasta – lokalizowano tutaj najelegantsze sklepy, restauracje, tutaj prowadzili swe biura adwokaci, spotykali się zakochani. Wcześniej w roku 1846 ulicę przecięła linia kolejowa warszawsko-wiedeńska i tak pozostało do dziś. Obecną nazwę ulica Juliusza Słowackiego posiada arteria od roku 1927, wówczas to przez miasto przewożono w drodze na Wawel prochy poety.
2 września 1939 r. miało miejsce bombardowanie ulicy – przestał wówczas istnieć ciąg kamienic obok klasztoru oo. Bernardynów. W tym miejscu, nazywanym obecnie potocznie "Krzywdą", istnieje dziś Park Śródmiejski im. św. Jana Pawła II. Park ten jest głównym miejscem spotkań mieszkańców miasta, a znajdujący się w nim amfiteatr najważniejszą sceną odbywających się w mieście imprez masowych. W latach 70. i 80. XX w., wzdłuż ulicy Słowackiego od obecnych Al. Armii Krajowej w kierunku zachodnim zbudowano ciąg największych w Piotrkowie osiedli mieszkaniowych, zmieniając wizerunek tej części ulicy.
Ulica Słowackiego wciąż jest miejscem budowania i umiejscawiania nowych obiektów – sklepów, banków, restauracji, barów.

## Najważniejsze obiekty
- Kościół i klasztor Bernardynów
- Gmach sądu okręgowego
- Kamienice pod numerami 1, 7 i 9
- Główny urząd pocztowy

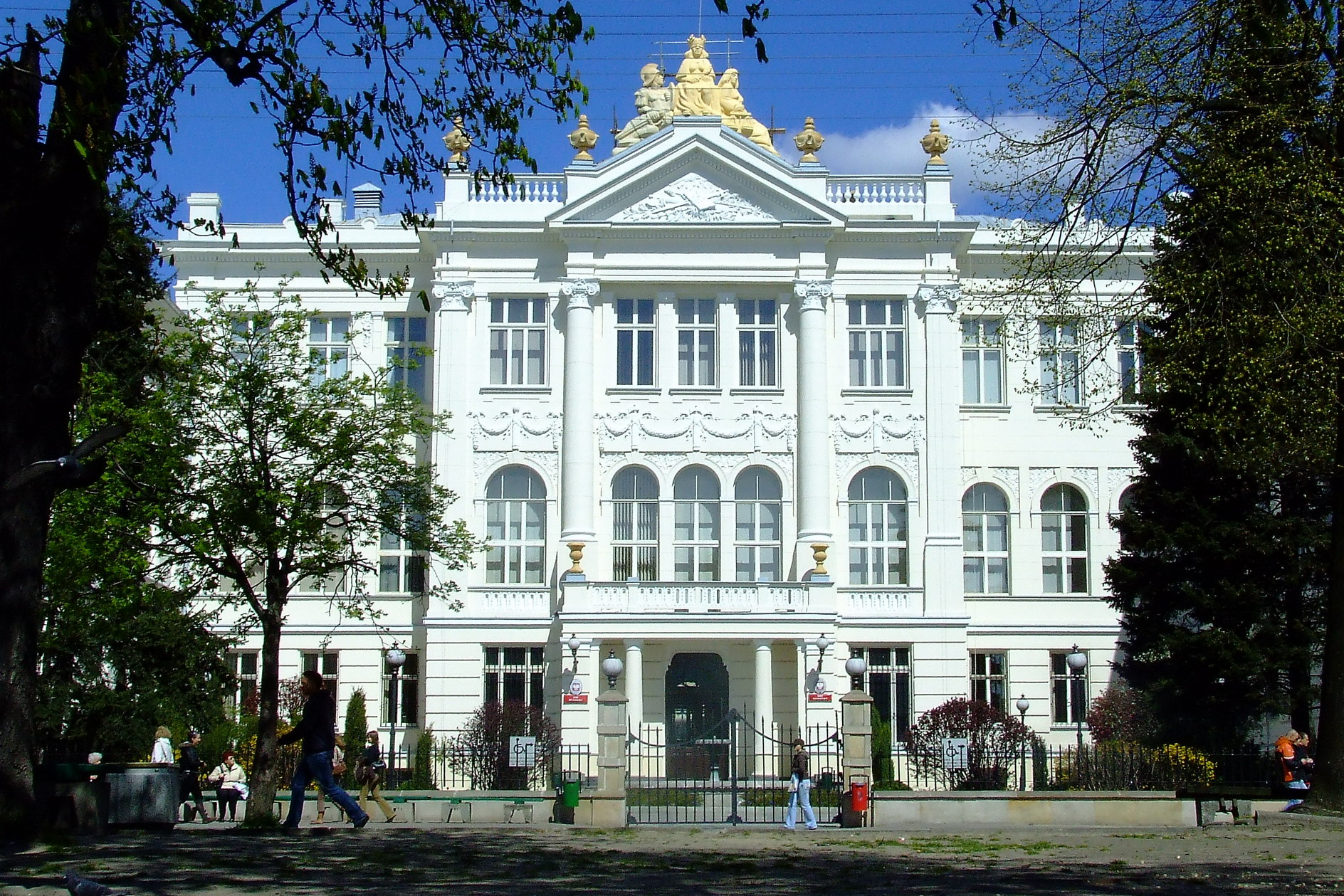
Siedziba Sądu Rejonowego i Okręgowego w Piotrkowie Trybunalskim, ul. Słowackiego 5

- Cerkiew prawosławna pod wezwaniem Wszystkich Świętych
- Wieża ciśnień
- Akademia Piotrkowska
- Galeria Focus Mall